# Statue du général Desaix (Clermont-Ferrand)
La statue du général Desaix est une statue en bronze du sculpteur Charles-François Lebœuf dit Nanteuil, installée depuis 1848 sur la place de Jaude, à Clermont-Ferrand. Le monument rend hommage au général Desaix, mort à la bataille de Marengo (1800) et natif de la région.
La statue est inscrite comme monument historique par arrêté du 5 mars 1992.

## Description
Le monument est composé d'une statue en pied en bronze de 1844 (installée en 1848) et d'un piédestal en granit, pierre de Ruoms, pierre de Comblanchien et plaques de marbre réalisé en 1903 à l'occasion de l'inauguration du Monument à Vercingétorix d'Auguste Bartholdi qui lui fait face sur la place de Jaude.
Le piédestal porte les inscriptions suivantes :
- à l'avant : « Au / général / Desaix » ;
- à l'arrière : « né / à / St Hilaire d'Ayat/ le 17 aout 1768 / mort à Marengo / le 14 juin 1800 » ;
- à dextre : « Chebreïs / Thèbes / les Pyramides » ;
- à senestre : « Wissembourg / Kehl / Lauterbourg ».

## Historique
Le 23 août 1838, le conseil général du Puy-de-Dôme décide l'érection d'une statue à l'effigie de Desaix pour Clermont-Ferrand. La statue est achevée à Paris en 1844 dans l'atelier de Charles-François Lebœuf où elle va rester jusqu'en 1848. Le 13 août de cette année, elle est inaugurée, encore placée sur un piédestal provisoire en brique et en bois, en présence des vétérans, les compagnons d'armes de Desaix.
À cette occasion, un grand médaillon à l'effigie de Desaix est créé par l'artiste Léonard Morel-Ladeuil. Le poète et militant républicain Charles-Antoine Ravel compose aussi à cette période des textes de commémorations pour le général Desaix.
En 1850, la grille d'enceinte du monument chute. Le piédestal est restauré en 1861 avec la mise en place de deux réverbères et d'une nouvelle grille d'enceinte. En 1903 est mis en place un nouveau piédestal, plus haut que l'ancien, à l'occasion de l'inauguration du Monument à Vercingétorix de Bartholdi au nord de la place de Jaude. Ce piédestal est réalisé par l'architecte Emmanuel Poncelet,
Le 5 mars 1992, la statue et son piédestal sont inscrits aux Monuments historiques.

## Autre monument: la Fontaine Desaix
Un autre monument avait été construit à un carrefour de Clermont-Ferrand en 1801 à la mémoire de Desaix, peu après sa mort. Il s'agit de la fontaine Desaix, plus couramment appelée La Pyramide, une fontaine surmontée d'un obélisque, rappelant la campagne d'Égypte du général.